# Incilius aucoinae
Incilius aucoinae är en groddjursart som först beskrevs av O'Neill och Joseph R. Mendelson 2004.  Incilius aucoinae ingår i släktet Incilius och familjen paddor. IUCN kategoriserar arten globalt som livskraftig. Inga underarter finns listade i Catalogue of Life.